# Поддубный, Николай Иванович

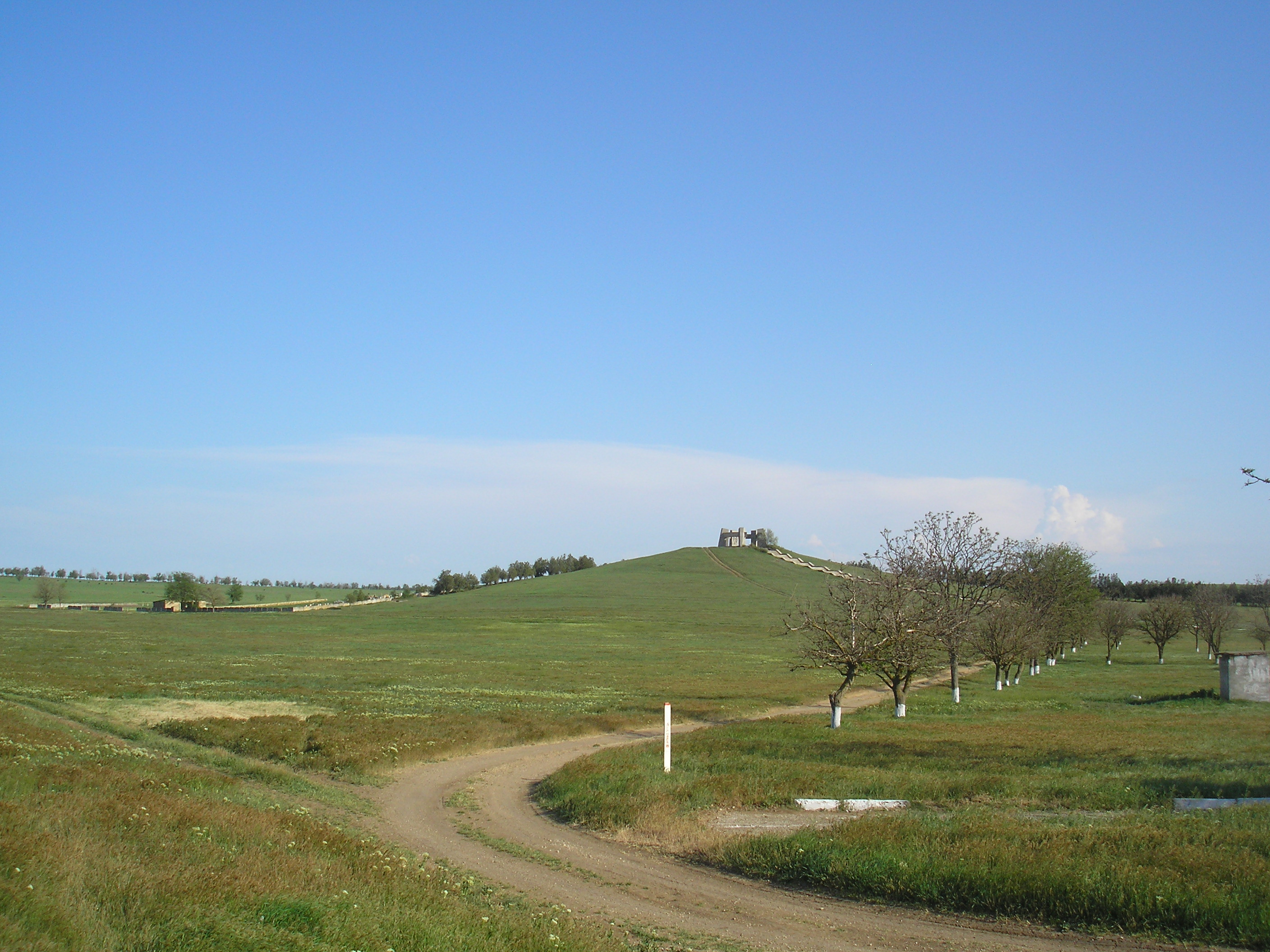
Братская могила 8 Героев Советского Союза, Геройское.

Николай Иванович Поддубный (1922, Поддубное, Софиевский район — 13 апреля 1944, Сакский район, Крымская АССР) — Герой Советского Союза, командир отделения, гвардии сержант.

## Биография
Родился в 1922 году в селе Авдотьевка (бывшее село Поддубное Софиевского района Днепропетровской области Украины).
В 1941 году был призван в Красную армию. На фронтах Великой Отечественной войны с 1941 года.
12 апреля 1944 года в ходе наступления Красной Армии в Крыму, разведывательная группа из разведчиков 3-го отдельного гвардейского  мотоинженерного батальона и 91-го отдельного мотоциклетного батальона под командованием сержанта Николая Поддубного на танке проводила разведку расположения войск противника. Возле села Ашага-Джамин группа попала под артиллерийский обстрел, танк был повреждён, и подразделение заняло оборону вокруг танка. В течение двух часов разведчики вели бой против батальона противника. Когда уже кончились боеприпасы, разведчики бросились в рукопашную и штыками и сапёрными лопатками уничтожили ещё 13 солдат противника. Силы были неравны, и все они были схвачены. Разведчиков доставили в село и подвергли их жесточайшим пыткам. Ни один из них не выдал военную тайну. На рассвете всех разведчиков отволокли к оврагу, согнали местное население. Несмотря на тяжёлые раны, разведчики смогли встать на ноги и принять смерть как герои. Из девяти разведчиков в живых остался только один — В. А. Ершов.
Указом Президиума Верховного Совета СССР от 16 мая 1944 года Николаю Поддубному и всем разведчикам было присвоено звание Героев Советского Союза.

## Награды
- Медаль «Золотая Звезда»;
- орден Ленина;
- орден Отечественной войны 2 степени;
- орден Красной Звезды.

## Память
- В ознаменование подвига Героев-разведчиков село Ашага-Джамин переименовано в Геройское.
- В ознаменование подвига на братской могиле героев воздвигнут гранитный обелиск  (Скульпторы В. В. Петренко, Н. И. Петренко, архитектор А. М. Крамаренко) с надписью: «Вечная слава Героям Советского Союза». Ниже высечены имена: «Гвардии сержанты Н. И. Поддубный, М. М. Абдулманапов; гвардии рядовые: П. В. Велигин, И. Т. Тимошенко, М. А. Задорожный, Г. Н. Захарченко, П. А. Иванов, А. Ф. Симоненко».
- В городе Саки (город) в честь подвига названа улица Восьми Героев.
- В ознаменование подвига в Симферополе воздвигнут памятник.
- Родное село Героя было переименовано в Поддубное (ныне упразднённое).